# 오드바르 노를리

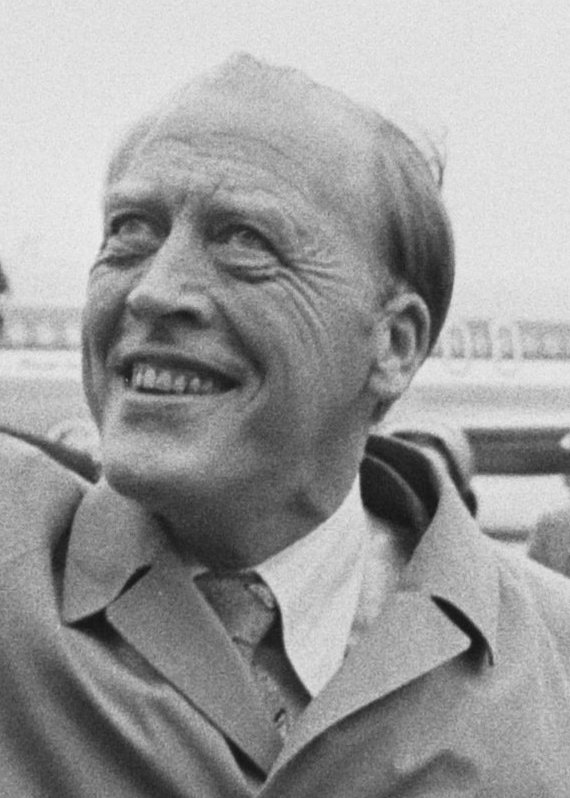
오드바르 노를리

오드바르 노를리(노르웨이어: Odvar Nordli, 1927년 11월 3일 ~ 2018년 1월 9일)는 노르웨이의 정치인이다. 소속 정당은 노동당이다.

## 생애
오슬로 대학교를 졸업했으며 1948년에는 노르웨이 군대에서 복무했다. 1961년 9월 1일부터 1981년 10월 13일까지 노르웨이 의회 헤드마르크주 대표 의원을 역임했다. 1971년 3월 17일부터 1972년 8월 18일까지 노르웨이 지방자치부 장관을 역임했고 1976년 1월 15일부터 1981년 2월 4일까지 노르웨이의 총리를 역임했다.
1981년 2월 6일부터 1985년 6월 10일까지 노르웨이 의회 부의장을 역임했으며 1981년 3월 11일부터 1994년 9월 17일까지 헤드마르크 주의 주지사를 역임했다. 1985년부터 1996년까지 노르웨이 노벨 위원회 위원을 역임했다.
2018년 1월 9일에 전립선암으로 인해 향년 90세를 일기로 사망했으며 2018년 1월 19일에는 국장이 치러졌다.

## 같이 보기
- 트뤼그베 브라텔리
- 그로 할렘 브룬틀란